# 劉廣英
劉廣英（1935年5月20日—2021年11月29日），台灣氣象學家，山東省泰安縣人。曾任中華民國空軍少將，任教於中國文化大學，於2021年逝世。

## 經歷
劉廣英畢業於「中華民國空軍通信學校」（空軍航空技術學院前身之一）初級班十七期、氣象正科十五期，並先後獲得國立成功大學物理系學士（57級）、美國佛羅里達州立大學氣象學碩士等學位。
1972年底獲碩士學位返國調空軍氣象聯隊，後因研究成果優異於1981年元旦獲時任行政院院長孫運璿召見表揚。
1974年3月20日，時任總統蔣經國對交通部中央氣象局現代化簡報裁示時，指示軍事氣象亦應同時精進。於是擔下大任，並藉出席國際學術會議之便訪美英兩國氣象局長，完成三軍氣象五年精進案。
1992年4月，獲頒雲麾勳章以空軍氣象聯隊少將聯隊長身分退伍後曾任教於中正理工學院、並即應中國文化大學創辦人張其昀之子張鏡湖之邀，赴該校任教數十載，擔任文化大學大氣科學系系主任、地學研究所大氣科學組主任、地學研究所所長、理學院院長、特約講座教授，並且曾擔任中華民國氣象學會理事長。
2021年11月29日，劉廣英逝世，享壽86歲。

## 荣誉

### 中华民国勋章奖章
- 四等雲麾勳章（1992年4月頒授）

## 研究
天氣學原理、天氣診斷分析

## 著作
- 《氣象萬千》，劉廣英，中國文化大學華岡出版部，2006年10月，ISBN 986-755-888-X
- 《風起雲湧：氣象與作戰》，劉廣英，黎明文化，2013年3月1日，ISBN 978-957-160-830-3
- 劉廣英，2010年7月：天氣就在詩詞中，中國文化大學華岡出版部。
- 劉廣英，2010年3月：是誰摘去了大學的桂冠？池田大作思想研究論文級第六冊2010-和平‧文化‧教育-「開創人道競爭的新世紀」，71-85。
- 劉廣英，2008年6月：我們只剩一條鯉魚了。池田大作思想研究論文集第四冊2008-「邁向光輝的地球未來」。
- 劉廣英、蕭玲鳳、蒲金標、李金萬，2006：危害飛航安全天氣之調查分析與個案研究。中國科技發展精典文庫。
- 劉廣英，2000：氣象掌故，青年日報出版社。

## 外部連結
- 劉廣英在中國文化大學大氣科學系網頁 （页面存档备份，存于）
- 投身氣象預報50年／劉廣英讀史賞詩 盡是氣象風情
- 榮民園地